# Lysator

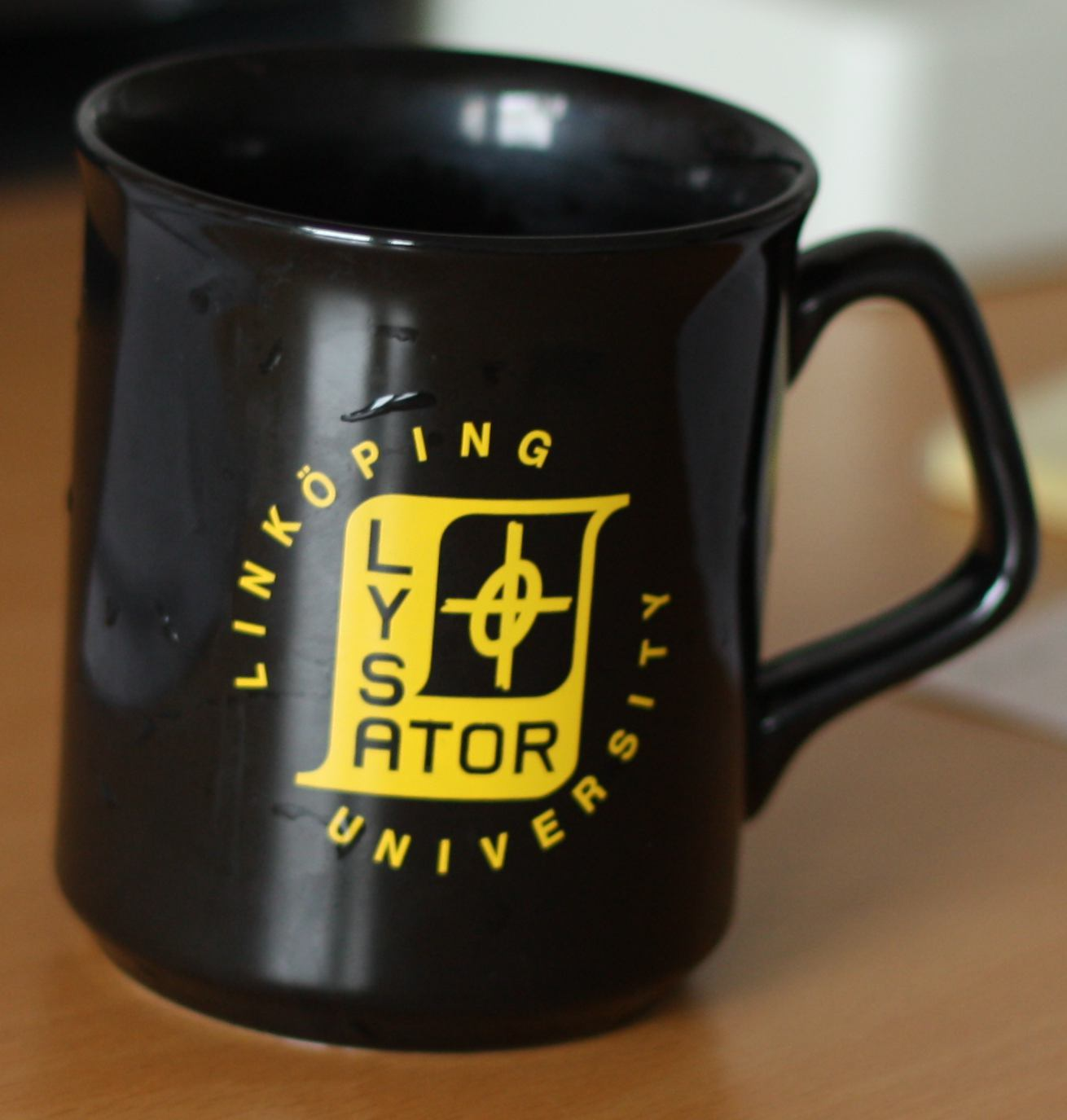
En reklammugg som gick att köpa av Lysator

Lysator är en datorförening för studenter, anställda och alumner vid Linköpings universitet, grundad i mars 1973, vilket gör föreningen till Sveriges äldsta akademiska datorförening.
Namnet var ursprungligen en sammandragning av Linköpings Y-studenters Sektions datorförening, där Y är bokstavsbeteckningen för utbildningsprogrammet för Teknisk fysik och elektroteknik (utbildningsprogrammet för Datateknik, D, grundades först 1975), men föreningen har från starten varit fristående från sektioner och studentkår.
Föreningen grundades för att kunna stå som mottagare för donationen av en begagnad dator modell D21 från Datasaab. Sedan starten har liknande donationer stått för utrustningen, universitetet för lokaler och elektricitet, medlemsavgifterna för omkostnader och medlemmarna själva för aktiviteterna.
Föreningen har under årens lopp hållit till i olika lokaler. Numera håller föreningen till i ett uppehållsrum (vid namn ~ eller tilde) i B-huset och i en datorhall (kallad ”bar”) i A-huset på Campus Valla. Föreningen har också planer på att rusta upp den vindskupa som föreningen hyr i stadsdelen Ryd och göra även denna till uppehållslokal istället för förråd.[källa behövs]
Inom föreningen har medlemmarna drivit ett stort antal projekt, många av banbrytande karaktär, däribland hemdatorn LYS-16 (1975) och bredbandsnätet Rydnet (1992). Lysator startade Sveriges första webbserver i februari 1993, vilket var bland de 10–15 första i världen. Några andra uppmärksammade projekt som drivs inom föreningen är konferenssystemet LysKOM (numera även använt utanför Lysator, till exempel ABC-klubben), föreläsningsserien UppLYSning, äventyrsspelen SvenskMud och NannyMUD samt de kulturella webbarkiven The Linköping Science Fiction & Fantasy Archive, Elfwood och Projekt Runeberg.

## LYS-16

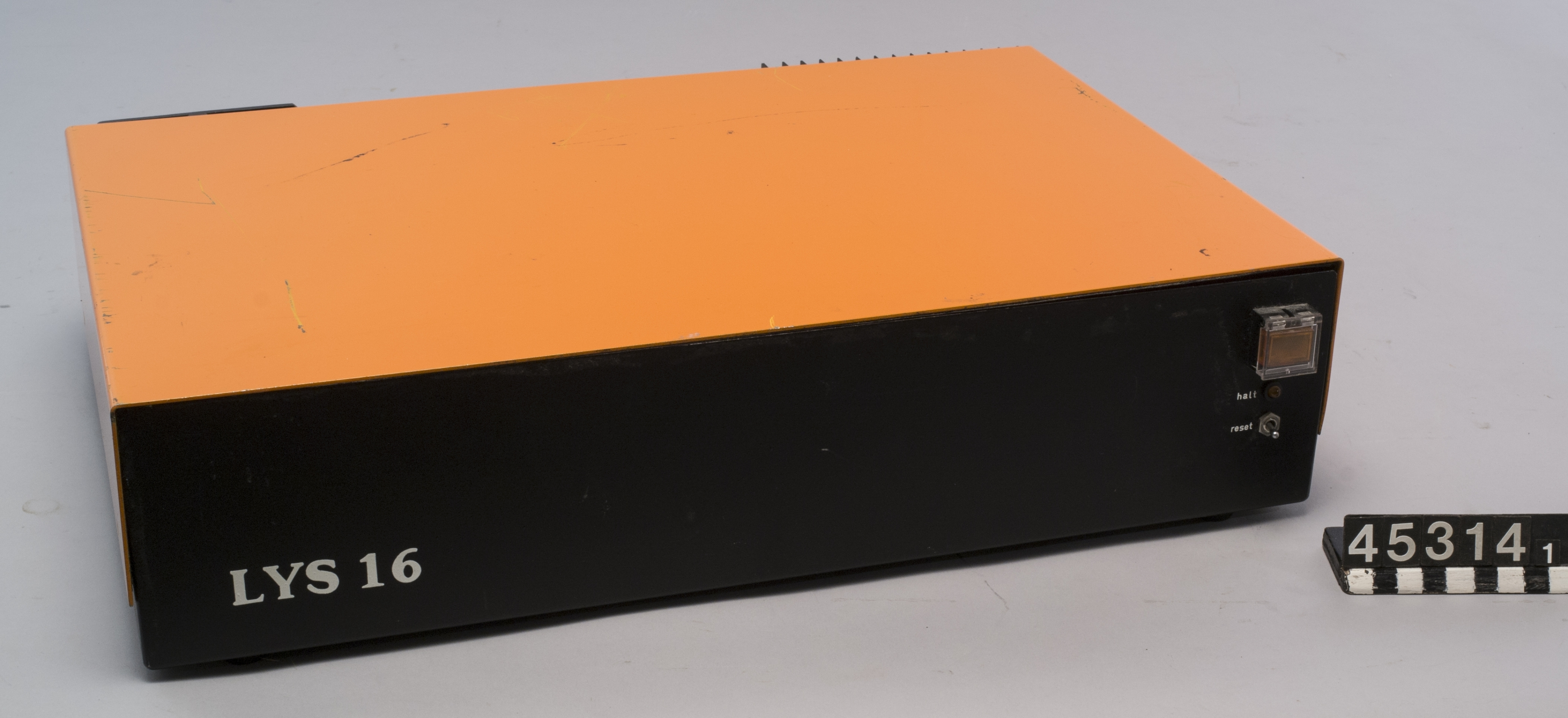
LYS-16

1975 presenterade Lysator en 16-bitars mikrodator som använde en ”bit-sliceprocessor” från National Semiconductor vilket möjliggjorde ett överkomligt pris för den prestandan. Denna processor var kraftfullare än Intel 8080 som hade släppts 1974. Datorn konstruerades av datorintresserade teknologer i föreningen Lysator vid högskolan i Linköping samt senare gjordes serieproduktion av elektronikföretaget Atew i Flen av den färdigbyggda LYS-16 på licens. Priset var mindre än 5 000 kronor om man använde en existerande TV-mottagare som bildskärm och en vanlig bandspelare för att spara program och data. Datorn klockades med 8 MHz vilket dock gjorde det svårt att med oscilloskop se signalerna eftersom instrumenten inte kunde visa pulser kortare än 200 nanosekunder vilket gjorde att de digitala signalerna såg ut som sinusvågor. Primärminne (RAM) först på 4096 x 16 bitar (8 kB) bestående av 22-pinnars kapslar med -9 V strob för att klocka. Senare konstruerades ett minne på 16384 x 16 bitar (32 kB). Som sekundärminne användes ordinär bandspelare med signal bestående av FSK-modulering. Ett exemplar av LYS-16 finns på Tekniska museet.

## Första webbsidan
Våren 1993 skapade föreningen en webbserver kallad ”Spinner” i språket Pike, som var anpassad till webtjänsten World Wide Web. Det blev därmed Sveriges första webbsida och den sjätte i världen på World Wide Web, och den fick sedermera namnet www.lysator.liu.se. Sidan handlade om Lysator och deras verksamhet, samt lite information om föreningens medlemmar. Skaparen var den då 21-årige Linköpings-studenten Per Hedbor. Han har berättat att han främst var intresserad av tekniken och ville testa att skapa en sida. Sidan Lysator finns fortfarande kvar på webben.